# Milton Seligman
Milton Seligman (Santa Maria, 1951) é engenheiro eletricista, atuou na política brasileira, foi executivo de empresa multinacional e atualmente é consultor e professor universitário.
Foi ministro da Justiça, de 7 de abril a 25 de maio de 1997.
Nasceu em Santa Maria em 19 de agosto de 1951. Engenheiro eletricista, formado pela Universidade Federal de Santa Maria, RS em 1974. Especialista em tecnologia da informação, trabalhou em empresas do setor elétrico e em empresas de informática. No setor público ocupou cargos e funções nos governos do Presidente José Sarney e do Presidente Fernando Henrique Cardoso. Na administração Sarney foi Assessor para Assuntos Legislativos do Ministério da Agricultura, em 1985 e Chefe de Gabinete do Ministro da Ciência e Tecnologia em 1988. Na Administração de Fernando Henrique Cardoso foi, sucessivamente, Secretário Executivo e Ministro da Justiça, entre 1995 e 1997 Presidente do Incra, entre 1997 e 1998, Secretário Executivo do Programa Comunidade Solidária em 1999 e Secretário Executivo do Ministério do Desenvolvimento, Indústria e Comércio Exterior, entre 1999 e 2000. Foi dirigente de ONGs por duas vezes. Entre os anos 1991 e 1993 foi Diretor de Projetos da organização não-governamental, Inter Press Service (IPS), uma agência internacional de notícias com sede em Roma, Itália. Posteriormente, em 1994, foi Secretário Geral da ONG Ágora – Associação de Combate à Fome. Entre 2001 e 2014, foi Diretor de Relações Corporativas e Comunicação da Companhia de Bebida das Américas (AmBev), uma empresa que faz parte do grupo Anheuser-Busch InBev. Foi Presidente do Sindicerv entre 2002 e 2008.
Desde 2015, é consultor, Professor do Insper, em São Paulo, e pesquisador do Woodrow Wilson Center for International Scholars, em Washington, D.C., nos Estados Unidos. Tem sido convidado a palestrar em diversas universidades no Brasil e no exterior, incluindo recente participação em conferência internacional na prestigiada Faculdade de Direito da Universidade de Nova York (NYU School of Law).